# Preston, Connecticut
Preston är en kommun (town) i New London County i delstaten Connecticut, USA. Vid folkräkningen år 2000 bodde 4 688 personer på orten. Den har enligt United States Census Bureau en area på totalt 82,4 km² varav 2,2 km² är vatten.